# 菲耶索莱美第奇别墅

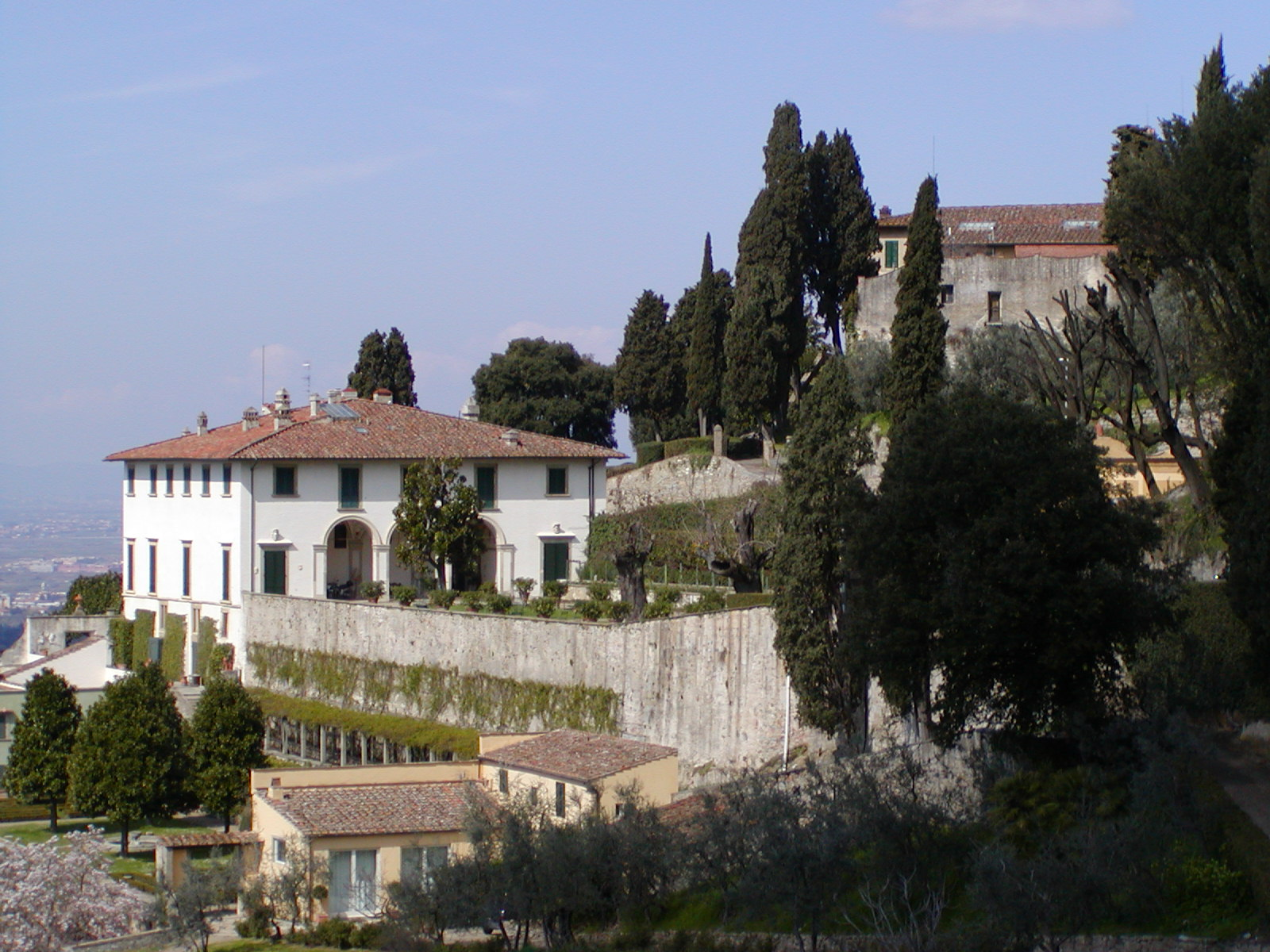
菲耶索莱美第奇别墅

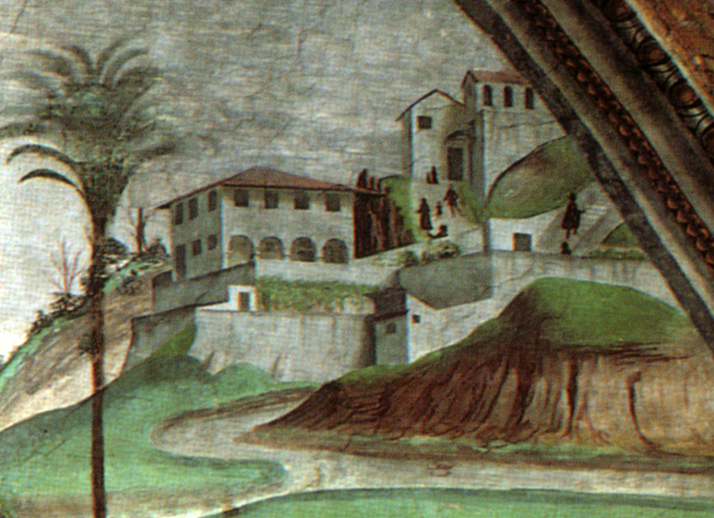
15世纪

菲耶索莱美第奇别墅（Villa Medici a Fiesole）是意大利托斯卡纳大区佛罗伦斯广域市菲耶索莱的一座贵族别墅。它建于1451年至1457年之间，是美第奇家族第四古老的别墅。现已作为世界遗产托斯卡纳的美第奇别墅和花园的一部分。
在迈克尔·翁达杰1992年的小说《英国病人》中，主人公在意大利的一个废弃的修道院养病，布鲁斯科利别墅或菲耶索莱美第奇别墅。。